# Consórcio Intermunicipal de Desenvolvimento do Leste Fluminense
O Consórcio Intermunicipal de Desenvolvimento do Leste Fluminense (CONLESTE) é o consórcio público dos municípios do Rio de Janeiro, da região do Leste Fluminense, criado com o objetivo de definir estratégias e atuação conjuntas diante dos impactos gerados pelo projeto do Complexo Petroquímico do Rio de Janeiro (COMPERJ), mega-empreendimento da Petrobras, nos municípios de Itaboraí e São Gonçalo, visando discutir políticas públicas de mobilidade urbana, habitação, saúde e esses problemas sob conjuntos, focando sob a perspectiva das questões da região, e interferindo sob a forma de um consórcio público intermunicipal e pela articulação política regional para planejamento e a gestão de políticas públicas dos municípios consorciados.

## Municípios
O CONLESTE congrega hoje municípios fluminenses da área de impacto do COMPERJ, seis do Leste Metropolitano do estado (Niterói, São Gonçalo, Itaboraí, Rio Bonito, Maricá e Tanguá) e mais alguns da Região das Baixadas Litorâneas, que, por sua vez, agrupa a Microrregião da Bacia de São João e a Região dos Lagos ( Cachoeiras de Macacu, Casimiro de Abreu, Silva Jardim), Araruama, Saquarema, Cachoeiras de Macacu, e dois da Baixada Fluminense (Guapimirim e Magé) e dois da Região Serrana Fluminense (Nova Friburgo e Teresópolis).

## Objetivos
Desde o anúncio de implantação do Complexo Petroquímico do Rio de Janeiro (COMPERJ), inúmeras discussões e estudos sobre os impactos econômicos, ambientais e sociais têm sido elaborados e apresentados à sociedade organizada bem como aos órgãos estaduais e municipais. A perspectiva de transformação do perfil socioeconômico da região de entorno do empreendimento decorrente do nível de investimentos, de geração de empregos e de arrecadação de impostos, resultou a reunião dos municípios desta área de influência do Comperj e a formação do consórcio intermunicipal.
O organismo do consórcio reúne as prefeituras municipais, constituindo de um Fórum Comperj, Câmaras Técnicas temáticas e a proposta de constituir um plano diretor de desenvolvimento urbano unificado para a região.